# Terrasse à Rome
Terrasse à Rome est un roman de Pascal Quignard paru le 3 février 2000 aux éditions Gallimard et ayant reçu le Grand prix du roman de l'Académie française.

## Résumé
Meaume est un graveur français du XVIIe siècle. Il a fait son apprentissage à Paris, chez Follin, puis chez Rhuys le Réformé, à Toulouse, avant de partir pour la Hollande. Là-bas, dans la ville de Bruges, il rencontre le célèbre artiste Heemkers, qui l’initie à la technique de l’eau-forte et lui permet de réaliser des gravures sur plaques de cuivre. Cette pratique déterminera toutes ses créations ultérieures, dans la mesure où Meaume décide alors de se spécialiser dans la confection de « cartes » licencieuses, au caractère érotique.
Au cours de son séjour aux Pays-Bas, il fait la connaissance de Nanni Veet Jakobsz, jeune fille de bonne famille dont il tombe éperdument amoureux. Très vite, une liaison torride s’établit entre les deux jeunes gens, jusqu’au jour fatal où, surpris par le fiancé de la demoiselle, alors que les deux amants clandestins étaient tout à la fougue de leurs ébats sexuels, une violente altercation surgit entre les deux hommes. Meaume, qui reçoit alors en plein visage une fiole remplie d’acide, se retrouve complètement défiguré.
Commence alors pour le graveur une douloureuse descente aux Enfers, pris entre la honte et le dégoût qu’il éprouve pour son physique, et l’infinie frustration que lui procure la jeune brugeoise qui le rejette avec la plus vive répulsion.
Profondément anéanti par ce drame, Meaume, dont l’apparence est irréversiblement ravagée, va alors affronter la terrible expérience de la confusion de sa propre identité, en même temps que son esprit et son cœur seront torturés par le souvenir obsédant de cette maîtresse qui lui a pour toujours laissé les sens à vif.
On suit le graveur dans son périple désespéré, à travers la Hollande, puis l’Italie, où, fuyant les Hommes, il tentera de se réfugier un temps dans la falaise du Ravello. À travers les œuvres qu’il réalise s’exprime toute la passion qui enflamme son esprit, en même temps que la gravure lui permet de donner forme, avec rigueur et précision, à ces images qui le hantent.
Considéré par ses semblables comme un être dépravé, le personnage de Meaume n’en est pas moins poignant de sensibilité. Il a cette faculté de nous faire ressentir à son égard à la fois une profonde aversion pour son apparence, en même temps qu’un sentiment de compassion, à l’égard de la souffrance intérieure qui le ronge.

## Éditions
- Terrasse à Rome, éditions Gallimard, 2000  (ISBN 2070756114).